# Steganolophia
Steganolophia là một chi bướm đêm thuộc họ Geometridae.